# Caroxylon aegaeum
Caroxylon aegaeum är en amarantväxtart som först beskrevs av Karl Heinz Rechinger, och fick sitt nu gällande namn av Akhani och Roalson. Caroxylon aegaeum ingår i släktet Caroxylon och familjen amarantväxter. Inga underarter finns listade i Catalogue of Life.